# Bampsia
Bampsia là một chi thực vật có hoa trong họ Linderniaceae.
Các loài này có ở miền nam Cộng hòa Dân chủ Congo.

## Các loài
- Bampsia lawalreeana Lisowski & Mielcarek, 1983
- Bampsia symoensiana Lisowski & Mielcarek, 1983